# União Britânica de Fascistas
A União Britânica de Fascistas (British Union of Fascists) foi um partido político da extrema-direita do Reino Unido, fundado em 1932 por Oswald Mosley. Em 1936, o grupo mudou seu nome para União Britânica de Fascistas e Nacional-Socialistas e, em 1937, reduziu seu nome apenas para União Britânica. Este partido existiu até 1940, quando foi proscrito. A União Britânica de Fascistas formou-se a partir da união de vários pequenos partidos fascistas britânicos e ficou conhecida por apoiar o regime nazista alemão.

## História
A União Britânica de Fascistas emergiu em 1932 a partir de uma coalizão da extrema-direita Britânica, fraturada após a derrota eleitoral de seu antecessor, o Partido Novo (New Party), nas eleições gerais de 1931. A fundação da UBF foi inicialmente recebida com apoio popular e atraiu um número considerável de seguidores, com o partido reivindicando 50.000 membros em determinado momento. O barão da imprensa, Lorde Rothermere, foi um notável apoiador inicial.
À medida que o partido se tornava cada vez mais radical, porém, o apoio diminuía. O Comício de Olympia de 1934, no qual vários manifestantes antifascistas foram atacados pela ala paramilitar da UBF (conhecida como a Força de Defesa Fascista), contribuiu para o isolamento do partido de muitos de seus entusiastas iniciais. A adesão do partido ao antissemitismo em 1936, nos moldes do Partido Nazista Alemão, levou a confrontos cada vez mais violentos com anti-fascistas, notavelmente a Batalha de Cable Street em 1936 no East End de Londres. A Lei de Ordem Pública de 1936, que baniu uniformes políticos em resposta ao aumento da violência política, atingiu de forma especial a União Britânica de Fascistas, cujos apoiadores eram conhecidos como "Camisas Negras" por causa da cor dos uniformes que usavam.
As crescentes hostilidades entre o Império Britânico e a Alemanha Nazista (com a qual a imprensa britânica frequentemente associava a UBF), contribuiu ainda mais para o declínio do número de simpatizantes do movimento. A União Britânica foi finalmente banida pelo governo do Reino Unido em 1940, após o início da Segunda Guerra Mundial - em meio à suspeita de que seus apoiadores remanescentes poderiam formar uma "Quinta-coluna" a favor de seus aliados nazistas na Alemanha. Por conta dessa desconfiança, vários membros proeminentes da UBF foram presos ou internados, conforme previa o Regulamento de Defesa 18B, vigente durante a grande guerra.

### Legado
Recentemente, um grupo da extrema-direita britânica composto por ex-soldados autointitulados como "21st Century Blackshirts" ("Camisas Negras do Século 21"), se propôs a reviver a União Britânica de Fascistas, elegendo Sir Oswald Mosley como uma espécie de líder espiritual. Dissidentes do Partido Nacional Britânico e do movimento conhecido como English Defence League, estes oficiais do exército criaram, em janeiro de 2013, um novo partido inspirado na União Britânica de Fascistas que, atualmente, atende pelo nome de "Nova União Britânica" (New British Union - NBU).